# Else Spennader
Else Spennader (* 7. Februar 1911; † unbekannt) war eine österreichische Leichtathletin, die 1933 an einem Weltrekord im 1200-Meter-Staffellauf (100, 100, 200 und 800 Meter) beteiligt war: Die Mannschaft des Sportklubs Wiener AF (W. A. F.) lief am 15. Juni 1933 in Wien eine Zeit von 3:25 Minuten (Besetzung: Ditta Puchberger, Else Spennader, Veronika Kohlbach, Maria Puchberger).
Bereits 1932 hatten die gleichen Läuferinnen für den Wiener AF bei den Landesmeisterschaften in der 4-mal-100-Meter-Staffel gewonnen. 1933 wurde Else Spennader in 13,2 s Österreichische Landesmeisterin im 100-Meter-Lauf.